# Pseudohadena schlumbergeri
Pseudohadena schlumbergeri är en fjärilsart som beskrevs av Rudolf Püngeler 1905. Pseudohadena schlumbergeri ingår i släktet Pseudohadena och familjen nattflyn. Inga underarter finns listade.